# Черемне
Чере́мне (рос. Черёмное) — село у складі Павловського району Алтайського краю, Росія. Адміністративний центр Черемнівської сільської ради.

## Населення
Населення — 4454 особи (2010; 4493 у 2002).
Національний склад (станом на 2002 рік):
- росіяни — 97 %